# Line Kossolapow
Line Kossolapow (* 18. Juli 1935 in Kropotkin, Sowjetunion) ist eine deutsche Pädagogikprofessorin und Autorin, die von 1978 bis 1981 Direktorin des Deutschen Jugendinstituts war.

## Leben
Line Kossolapow wurde am 18. Juli 1935 als Tochter von Tichon Kossolapow und Anna Kossolapow-Mitzel in Kropotkin geboren. Von 1951 bis 1957 absolvierte sie das Gymnasium Ursulaschule in Osnabrück und schloss mit dem Abitur ab. Anschließend studierte sie bis 1968 in München, London, an der Westfälischen Wilhelms-Universität in Münster und an der Eberhard Karls Universität Tübingen Erziehungswissenschaft, Philosophie, Geschichte, Anglistik, Slawistik, Geographie und Sport. Im Jahr 1968 wurde Kossolapow bei Otto Friedrich Bollnow in Tübingen zum Doktor der Philosophie promoviert mit der Dissertation Musische Erziehung zwischen Kunst und Kreativität. Ideologiegeschichte künstlerischer Selbstaktualisierungstendenzen im Industriezeitalter.
An der Universität Münster arbeitete sie von 1968 bis 1970 als Akademische Rätin am Institut für Erziehungswissenschaft. Dort bekam sie 1970 den Lehrstuhl für Allgemeine Pädagogik und Vorschulerziehung. Im Oktober 1978 wechselte Kossolapow nach München an das Deutsche Jugendinstitut, wo sie bis 1981 als Institutsdirektorin und Vorstand des Vereins DJI tätig war. Ab 1981 sorgte sie an der Universität Münster für die Einrichtung der Studienakzentuierung in der Kunst- und Kreativtherapie.
Für das Ministerium für Erziehung, Arbeit und Soziales des Landes Nordrhein-Westfalen in Düsseldorf arbeitete sie von 1970 bis 1999 als wissenschaftliche Beraterin sowie von 1978 bis 1982 auch für das Bundesministerium für Jugend, Familie, Frauen und Gesundheit in Bonn. In der Deutschen Gesellschaft für Erziehungswissenschaft erwarb sie sich in den Jahren 1980 bis 1982 Verdienste in der Vorschulerziehung. 1985 begründete sie das Deutsche Institut für Soziale Kreativität e.V. und verantwortete die Einrichtung des kreativ-therapeutischen Zentrums an der Westfälischen Klinik für Psychiatrie und Neurologie in Lengerich. Ab 1986 war sie Mitorganisatorin der „Exponata Creativa“, einer Jahresausstellung von künstlerisch-kreativen Produkten, die in Haus Vortlage in Lengerich entstanden waren. Von 1990 bis 1995 fungierte Kossolapow als Vorstandsmitglied im Deutschen Verein für öffentliche und private Fürsorge in Frankfurt am Main. Weiterhin wirkte sie von 1992 bis 2002 als Präsidentin des European Consortium for Arts Therapy Education und war korrespondierendes Mitglied der American Educational Research Association.
Im Jahre 2000 wurde Line Kossalapow emeritiert.

## Schriften
- 1975: Musische Erziehung zwischen Kunst und Kreativität. Ideologiegeschichte künstlerischer Selbstaktualisierungstendenzen im Industriezeitalter. Fischer Athenäum Taschenbuch, Frankfurt am Main. ISBN 3-8072-3016-5.
- 1985: (Zusammen mit Anneliese Mannzmann) Kreativität und Therapien. Verlag Karl Heinrich Bock.
- 1987: Aussiedler-Jugendliche. Ein Beitrag zur Integration Deutscher aus dem Osten. Deutscher Studien-Verlag, Weinheim. ISBN 3-89271-014-7.
- 1989: Aussiedler-Integration. Aufsätze und Vorträge aus den Jahren 1982 bis 1988. (= Beiträge zur Praxis und Theorie der Jugendsozialarbeit und Freizeitpädagogik; Band 1.) Verlag Die Heimstadt, Köln.

## Herausgaben
- 1990: Frauenkarrieren in der Sozialpädagogik. Dargestellt am Beispiel der parallelen Lebenswege von Alice Salomon und Annedore Schultze. Deutscher Studien Verlag, Weinheim.
- 1992: (Zusammen mit Walter Althammer) Aussiedlerforschung. Interdisziplinäre Studien.. Böhlau Verlag, Köln, Weimar, Wien. ISBN 3-412-01292-0.
- 1999: Abstract book of the 5th European Arts Therapies Conference. (= Kunst – Kreativität – Therapie – Materialien; Band 1.) Lit Verlag, Münster/Hamburg/Berlin/London. ISBN 3-8258-4477-3.
- 2001: Exposing Difference. Abstract book of the 6th European Arts Therapies Conference. (= Kunst – Kreativität – Therapie – Materialien; Band 2.) Lit Verlag, Münster/Hamburg/Berlin/London. ISBN 3-8258-5727-1.
- 2001: Arts-Therapies-Communication. On the Way to a Communicative European Arts Therapy. Volume I. Lit Verlag, Münster. ISBN 3-8258-5728-X.